# Joan Fraser
Joan Fraser, née le 12 octobre 1944 à Halifax, est une journaliste et femme politique canadienne.

## Biographie
Elle est nommée au Sénat du Canada le 17 septembre 1998 par le premier ministre Jean Chrétien et fait partie du caucus du Parti libéral du Canada. Journaliste de profession, Joan Fraser est présidente du comité permanent du Sénat sur les transports et communications et est membre de nombreux comités pendant qu'elle y siège.
Elle occupe du 23 février 2006 au 17 janvier 2007 le poste de leader adjoint de l'opposition au Sénat. Elle prend sa retraite du Sénat le 2 février 2018, un an avant d'y être obligée à cause de la limite de 75 ans d'âge.